# Jesse & Joy
Jesse & Joy är en mexikansk musikgrupp som bildades år 2005. Gruppen består av syskonen Jesse Huerta (född den 31 december 1982) och Joy Huerta (född den 20 juni 1986).

## Karriär
Redan som unga visade de två syskonen ett intresse för musik. År 2001 började de skriva låtar tillsammans med sin far och sedan april 2005 har de haft ett kontrakt med skivbolaget WMG. Jesse spelade piano, trummor och gitarr, och Joy spelade också gitarr och sjöng. Deras debut var inför en publik på 100 000 personer vid en konsert med Sin Bandera, och de har dessutom varit förband åt James Blunt. Deras debutalbum Esta Es Mi Vida släpptes den 22 augusti 2006, och den första singeln "Espacio Sideral" nådde första plats på listorna hos flera radiostationer. Den 15 september 2009 släpptes det andra studioalbumet med titeln Electricidad. Deras tredje studioalbum med titeln ¿Con quién se queda el perro? släpptes den 6 december 2011 och två singlar från albumet släpptes innan det kom ut. Singeln "Me Voy" kom den 5 september och "¡Corre!" kom den 4 oktober. 2015 släppte de sitt fjärde studioalbum, Un Besito Más, och 2020 släppte de ett femte studioalbum, Aire.

## Diskografi

### Album
- 2006 - Esta Es Mi Vida
- 2009 - Electricidad
- 2011 - ¿Con quién se queda el perro?
- 2015 - Un Besito Más
- 2020 - Aire